# NGC 2809
NGC 2809 je galaksija u zviježđu Raku.

## Vanjske poveznice
- SEDS: NGC 2809